# Tomasz Bohdanowicz-Dworzecki
Tomasz Bohdanowicz-Dworzecki, ros. Фома Осипович Богданович-Дворжецкий (ur. 1859 w Witebsku, zm. w kwietniu 1920 w Moskwie) – polski architekt zamieszkały w Moskwie.

## Życiorys
Syn Józefa Bohdanowicza, ostatniego marszałka powiatowego guberni witebskiej z wyboru. Miał trzech braci (Artura, Antoniego i Mariana) oraz dwie siostry (Marię i Emilię). Ukończył Cesarską Akademię Sztuk Pięknych w Petersburgu. Od 1893 był profesorem Moskiewskiej Szkoły Malarstwa, Rzeźby i Architektury. Współpracował tamże ze swym przyjacielem Stanisławem Noakowskim. Od 1899 członek „rady budowlanej” zarządu Moskwy. Zaprojektował szereg kościołów w stylu neogotyckim w wielu miastach Rosji, choć projektował także cerkwie w stylu bizantyjskim. Nadzorował również budowę Dworca Ryskiego w Moskwie (1897-1901) i współpracował ze znanym architektem Aleksandrem Pomierancewem, autorem Wierchnich Torgowych Riadów (obecnie GUM). Pozostawał w przyjaźni i bliskich kontaktach z Aleksandrem Lednickim, z którego żoną Marią Odlanicką-Poczobutt był blisko spokrewniony. Bohdanowicz-Dworzecki nadzorował przebudowy domów Lednickiego w Moskwie przy Zaułku Kriwonikolskim 8 oraz majątku w Borku pod Smoleńskiem.

## Główne projekty
- Katolicka Katedra Niepokalanego Poczęcia Najświętszej Marii Panny w Moskwie przy Małej Gruzińskiej 27 (1899-1911)
- Dom im. Bachruszynych dla wdów i sierot w Moskwie przy Sofijskiej Nabierieżnej 28 w Moskwie (1902)
- Kościół katolicki pod wezwaniem Najświętszego Serca Pana Jezusa w Samarze (1902-1906)
- Dom własny w Moskwie przy Małym Własiewskim Pieriułku 8